# طزرکش
طزرکش، (تزرکش) روستایی از توابع بخش کوهین شهرستان قزوین در استان قزوین ایران است.این روستا در سه کیلومتری شمال شهر کوهین قرار دارد و مردم آن به زبان ترکی آذربایجانی صحبت می‌کنند.

## جمعیت
این روستا در دهستان ایلات قاقازان غربی قرار دارد و براساس سرشماری مرکز آمار ایران در سال ۱۳۹۰، جمعیت آن ۳۱۱ نفر (۸۶ خانوار) بوده‌است.